# پروژه گوتنبرگ (فیلم)
پروژه گوتنبرگ یک فیلم اکشن هنگ‌کنگ-چینی محصول ۲۰۱۸ به نویسندگی و کارگردانی فلیکس چونگ و با بازی چاو یون فت و آرون کواک است.
فیلمبرداری آن در ۱۵ مه ۲۰۱۷ آغاز شد و در ۳۰ سپتامبر ۲۰۱۸ در چین و در ۴ اکتبر ۲۰۱۸ در هنگ کنگ اکران شد.
پروژه گوتنبرگ چه از لحاظ تجاری و چه در دیدگاه منتقدان موفق بود و مجموعاً ۱۸۸٫۱۲ میلیون دلار در سراسر جهان به دست آورد و هفت جایزه از جمله بهترین فیلم، بهترین کارگردانی و بهترین فیلمنامه را در سی و هشتمین دوره جوایز فیلم هنگ کنگ به دست آورد.